# UCI WorldTour 2024
Die UCI WorldTour 2024 war die 14. Ausgabe der höchsten Rennserie des Straßenradsports der Männer.
Sie begann am 16. Januar mit der Tour Down Under und endete am 20. Oktober mit der Tour of Guangxi, nachdem wie im Vorjahr 35 Rennwettbewerbe ausgetragen wurden.
Neben den Grand Tours Giro d’Italia, Tour de France und Vuelta a España waren auch Eintagesrennen wie die fünf Monumente des Radsports Teil des Rennkalenders.

## Rennen
| Datum             | Rennen                                      | Punkte | Sieger                                     |
| ----------------- | ------------------------------------------- | ------ | ------------------------------------------ |
| 16.–21. Januar    | Tour Down Under (Details)                   | 500    | Stephen Williams (Israel-Premier Tech)     |
| 28. Januar        | Cadel Evans Great Ocean Road Race (Details) | 300    | Laurence Pithie (Groupama-FDJ)             |
| 19.–25. Februar   | UAE Tour (Details)                          | 300    | Lennert Van Eetvelt (Lotto Dstny)          |
| 24. Februar       | Omloop Het Nieuwsblad (Details)             | 300    | Jan Tratnik (Team Visma-Lease a Bike)      |
| 2. März           | Strade Bianche (Details)                    | 400    | Tadej Pogačar (UAE Team Emirates)          |
| 3.–10. März       | Paris–Nizza (Details)                       | 500    | Matteo Jorgenson (Team Visma-Lease a Bike) |
| 4.–10. März       | Tirreno–Adriatico (Details)                 | 500    | Jonas Vingegaard (Team Visma-Lease a Bike) |
| 16. März          | Mailand–Sanremo (Details)                   | 800    | Jasper Philipsen (Alpecin-Deceuninck)      |
| 18.–24. März      | Katalonien-Rundfahrt (Details)              | 400    | Tadej Pogačar (UAE Team Emirates)          |
| 20. März          | Classic Brugge-De Panne (Details)           | 300    | Jasper Philipsen (Alpecin-Deceuninck)      |
| 22. März          | E3 Harelbeke (Details)                      | 400    | Mathieu van der Poel (Alpecin-Deceuninck)  |
| 24. März          | Gent–Wevelgem (Details)                     | 500    | Mads Pedersen (Lidl-Trek)                  |
| 27. März          | Dwars door Vlaanderen (Details)             | 300    | Matteo Jorgenson (Team Visma-Lease a Bike) |
| 31. März          | Flandern-Rundfahrt (Details)                | 800    | Mathieu van der Poel (Alpecin-Deceuninck)  |
| 1.–6. April       | Baskenland-Rundfahrt (Details)              | 400    | Juan Ayuso (UAE Team Emirates)             |
| 7. April          | Paris–Roubaix (Details)                     | 800    | Mathieu van der Poel (Alpecin-Deceuninck)  |
| 14. April         | Amstel Gold Race (Details)                  | 500    | Thomas Pidcock (Ineos Grenadiers)          |
| 17. April         | La Flèche Wallonne (Details)                | 400    | Stephen Williams (Israel-Premier Tech)     |
| 21. April         | Lüttich–Bastogne–Lüttich (Details)          | 800    | Tadej Pogačar (UAE Team Emirates)          |
| 23.–28. April     | Tour de Romandie (Details)                  | 500    | Carlos Rodríguez (Ineos Grenadiers)        |
| 1. Mai            | Eschborn–Frankfurt (Details)                | 300    | Maxim Van Gils (Lotto Dstny)               |
| 4.–26. Mai        | Giro d’Italia (Details)                     | 1100   | Tadej Pogačar (UAE Team Emirates)          |
| 2.–9. Juni        | Critérium du Dauphiné (Details)             | 500    | Primož Roglič (Bora-hansgrohe)             |
| 9.–16. Juni       | Tour de Suisse (Details)                    | 500    | Adam Yates (UAE Team Emirates)             |
| 29. Juni–21. Juli | Tour de France (Details)                    | 1300   | Tadej Pogačar (UAE Team Emirates)          |
| 10. August        | Clásica San Sebastián (Details)             | 400    | Marc Hirschi (UAE Team Emirates)           |
| 12.–18. August    | Polen-Rundfahrt (Details)                   | 400    | Jonas Vingegaard (Team Visma-Lease a Bike) |
| 17. Aug.–8. Sep.  | Vuelta a España (Details)                   | 1100   | Primož Roglič (Red Bull-Bora-hansgrohe)    |
| 25. August        | Bretagne Classic Ouest-France (Details)     | 400    | Marc Hirschi (UAE Team Emirates)           |
| 28. Aug–1. Sep.   | Benelux Tour (Details)                      | 400    | Tim Wellens (UAE Team Emirates)            |
| 8. September      | Cyclassics Hamburg (Details)                | 400    | Olav Kooij (Team Visma-Lease a Bike)       |
| 13. September     | GP de Québec (Details)                      | 500    | Michael Matthews (Team Jayco AlUla)        |
| 15. September     | GP de Montréal (Details)                    | 500    | Tadej Pogačar (UAE Team Emirates)          |
| 12. Oktober       | Il Lombardia (Details)                      | 800    | Tadej Pogačar (UAE Team Emirates)          |
| 15.–20. Oktober   | Gree-Tour of Guangxi                        | 300    | Lennert Van Eetvelt (Lotto Dstny)          |

## Teams
Es wurden insgesamt 18 Teams für die UCI WorldTour 2024 lizenziert. Die Teams sind – abgesehen von Änderungen an Sponsorennamen – dieselben wie in der Vorsaison. Die Lizenzen sind vorbehaltlich der Einhaltung der Lizenzbestimmungen bis einschließlich 2025 gültig. Auf Grund der Weltranglistenposition erhielten die UCI ProTeams Lotto Dstny und Israel-Premier Tech Startrecht zu allen WorldTour-Rennen und Uno-X Mobility zu allen Eintagesrennen der WorldTour.
| Name (UCI-Code)                                              | Betreiber                        | Nationalität                 | Radhersteller    | WorldTeam seit |
| ------------------------------------------------------------ | -------------------------------- | ---------------------------- | ---------------- | -------------- |
| Alpecin-Deceuninck (ADC)                                     | Wielerteam ciclismo Mundial BVBA | Belgien                      | Canyon Bicycles  | 2023           |
| Arkéa-B&B Hôtels (ARK)                                       | Pro Cycling Breizh               | Frankreich                   | Bianchi          | 2023           |
| Astana Qazaqstan Team (AST)                                  | Abacanto SA                      | Kasachstan                   | Wilier Triestina | 2009           |
| Bahrain Victorious (TBV)                                     | Bahrain World Tour Cycling Team  | Bahrain                      | Merida           | 2017           |
| Bora-hansgrohe (BOH) Red Bull-Bora-hansgrohe (RBH) (ab Juli) | Ralph Denk pro cycling GmbH      | Deutschland                  | Specialized      | 2017           |
| Cofidis (COF)                                                | Cofidis Compétition EUSRL        | Frankreich                   | LOOK             | 2020           |
| Decathlon AG2R La Mondiale (DAT)                             | EUSRL France Cyclisme            | Frankreich                   | Van Rysel        | 2009           |
| EF Education-EasyPost (EFE)                                  | Slipstream Sports, LLC           | Vereinigte Staaten           | Cannondale       | 2009           |
| Groupama-FDJ (GFC)                                           | Société de Gestion de L'Echappée | Frankreich                   | Wilier Triestina | 2012           |
| Ineos Grenadiers (IGD)                                       | Tour Racing Limited              | Vereinigtes Königreich       | Pinarello        | 2010           |
| Intermarché-Wanty (IWA)                                      | Want You Cycling                 | Belgien                      | Cube             | 2021           |
| Lidl-Trek (LTK)                                              | Trek Factory Racing              | Vereinigte Staaten           | Trek             | 2011           |
| Movistar Team (MOV)                                          | Abarca Sports S.L.               | Spanien                      | Canyon Bicycles  | 2009           |
| Soudal Quick-Step (SOQ)                                      | Decolef lux sarl                 | Belgien                      | Specialized      | 2009           |
| Team dsm-firmenich PostNL (DFP)                              | SMS Cycling B.V.                 | Niederlande                  | Scott            | 2013           |
| Team Jayco AlUla (JAY)                                       | GreenEdge Cycling                | Australien                   | Giant            | 2012           |
| Team Visma-Lease a Bike (TVL)                                | Blanco Pro Cycling Team          | Niederlande                  | Cervélo          | 2009           |
| UAE Team Emirates (UAD)                                      | CGS Cycling Team AG              | Vereinigte Arabische Emirate | Colnago          | 2009           |